# Alfentanil
Alfentanil (med handelsnavnet Rapifen®) er et potent, men korttidsvirkende syntetisk opioid, der anvendes til kombineret anæstesi og analgesi ved kirurgi. Stoffet er en analog til fentanyl. Alfentanil er omkring en fjerdedel så potent som fentanyl, dog med en hurtigere indsættende og korterevarende virkning.
Alfentanil markedsføres af Janssen-Cilag A/S.